# Baranavitjy
Baranavitjy (belarusiska: Баранавічы) är en stad i länet Brests voblast i västra Belarus. År 2016 hade den 179 122 invånare och den är en viktig järnvägsknut och säte för ett delstatsuniversitet

## Historia
Orten nämns första gången som Baranowicze år 1706 som en by som ägs av den polska familjen Rozwadowski. I slutet av 1700-talet blev byn en del av det ryska imperiet. Den blev järnvägsknut på 1870-talet när korsningen mellan linjerna Warszawa-Moskva och Vilna-Lviv hamnade i byn. Byn bytte då namn till Baranovitji efter Baranovitj-familjen. Byn växte och hade nästan 5 000 invånare vid sekelskiftet. I början av första världskriget var det ryska imperiets högkvarter, stavka, placerat där.
Staden fick sina stadsrättigheter som en del av det återskapade Polen år 1919 och genomgick en industriell utveckling under mellankrigstiden. Vid tiden för andra världskriget hade den närmare 30 000 invånare och ockuperades av Sovjetunionen. Tyska armén intog den under Operation Barbarossa men efter kriget hamnade den åter under sovjetiskt styre. År 1991 blev staden en del av den oberoende republiken Belarus.